# 温岑多夫-穆特曼斯多夫
温岑多夫-穆特曼斯多夫是奥地利下奥地利州维也纳新城城郊县的一个市镇。总面积16.16平方公里，总人口1812人，人口密度112.1人/平方公里（2005年）。